# 褐胸噪鹛
褐胸噪鹛（学名：Garrulax maesi），是画眉科噪鹛属的一种，分布于中国大陆和越南。该物种的保护状况被评为无危。
褐胸噪鹛的栖息地包括亚热带或热带的湿润低地林和亚热带或热带的湿润山地林。该物种的模式产地在越南北部山地。

## 亚种
- 褐胸噪鹛海南亚种（学名：Garrulax maesi castanotis），是中国的特有物种。分布于海南等地。该物种的模式产地在海南。[3]
- 褐胸噪鹛西南亚种（学名：Garrulax maesi grahami）。分布于记录不详以及中国大陆的四川、云南、贵州、西藏等地。该物种的模式产地在四川峨眉山。[4]
- 褐胸噪鹛指名亚种（学名：Garrulax maesi maesi）。分布于越南、老挝以及中国大陆的贵州、云南、广西等地。该物种的模式产地在越南北部山地。[5]